# Rechberg (Adelsgeschlecht)

Wappen derer von Rechberg

Die Rechberg (auch: von Rechberg und Rothenlöwen) sind ein altes schwäbisches Adelsgeschlecht, dessen Stammsitz die Burg Hohenrechberg bei Schwäbisch Gmünd war. Die Familie wurde erstmals 1179 in einer Urkunde von Kaiser Friedrich Barbarossa erwähnt, 1577 in den Freiherrenstand und 1607 in den Grafenstand erhoben. Sie zählt zum Hochadel.

## Geschichte

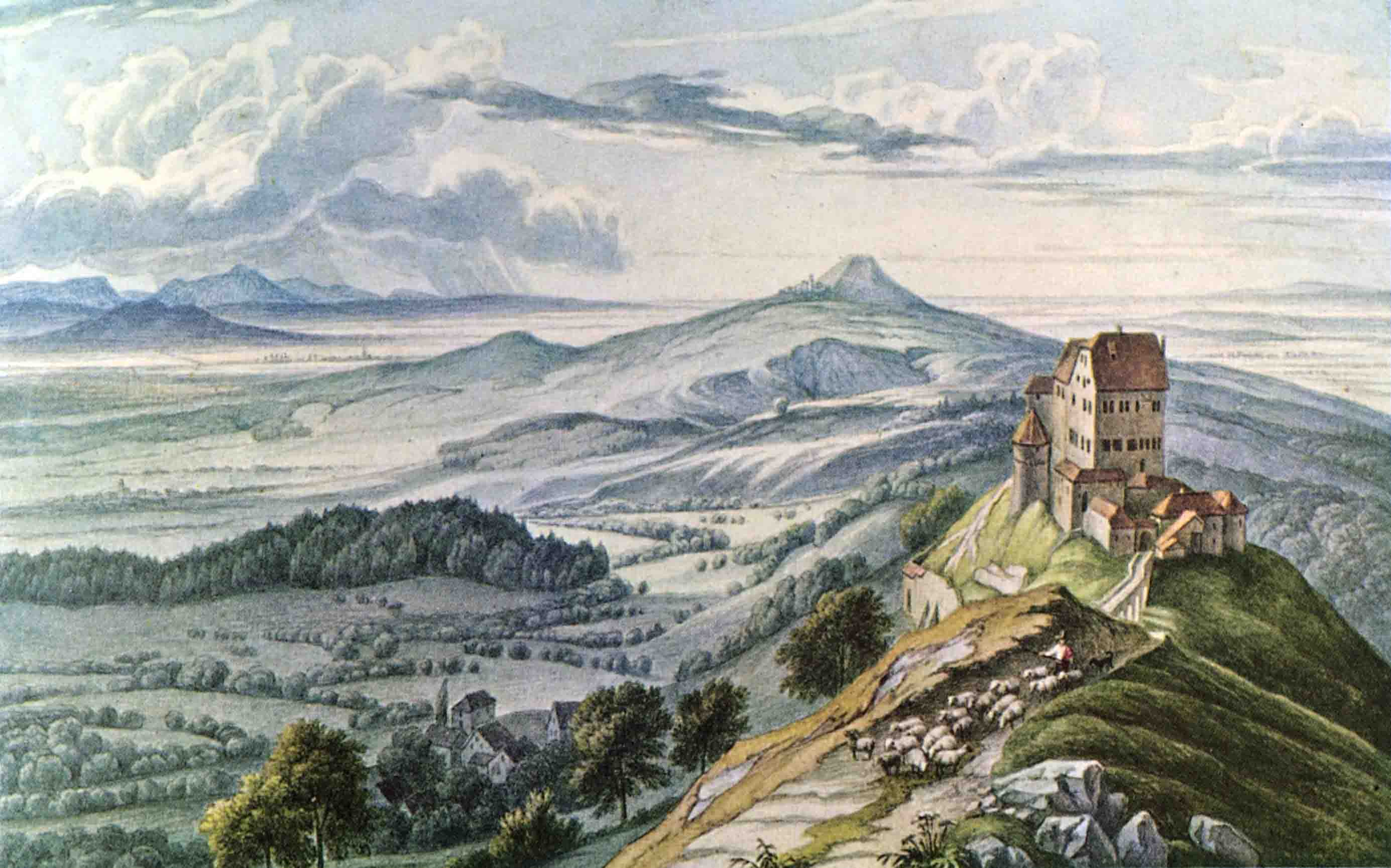
Burg Hohenrechberg, Gouache von Louis Mayer, 1836

Die erste urkundliche Erwähnung fand am 22. Januar 1179 mit „Ulricus de Rehperc“ (Ulrich I. von Rechberg) statt, der Zeuge bei einer Privilegsverleihung für das Kloster Rot durch den staufischen Kaiser Friedrich Barbarossa war. Ulrich von Rechberg und später sein Sohn Hildebrand standen als Marschälle in Diensten des Herzogtums Schwaben. Sie waren vermutlich die Erbauer der Burg Hohenrechberg, die zwischen 1200 und 1250 als staufische Dienstmannenburg in Sichtweite der Burg Hohenstaufen entstanden ist.
Die Rechberger stellten bedeutende Männer in Staat und Kirche. Jahrhundertelang gehörte die rechbergische Herrschaft zum Schwäbischen Reichskreis. Aufrechterhaltung von Sicherheit und Ordnung, das Münzwesen, das Heerwesen und die Heerstraße wurden von ihnen geregelt. Im 16. Jahrhundert waren die Rechberger dem Ritterkanton Kocher beigetreten.
1577 wurden die Rechberg in den Freiherrenstand erhoben, 1607 folgte unter Wolf Konrad von Rechberg die Erhebung in den Grafenstand durch Kaiser Rudolf II. (Briefadel). Ihre Herrschaft blieb staatsrechtlich jedoch ritterlich (freiherrlich) im Ritterkanton Kocher, ohne den erstrebten Sitz auf der „Grafenbank“ des Regensburger Reichstags.
Die ritterschaftlichen Gebiete verloren in der napoleonischen Zeit die Reichsunmittelbarkeit. Die Gebiete der Herrschaft Rechberg fielen 1806 an das Königreich Bayern und 1810 durch den Grenzvertrag zwischen Bayern und Württemberg an das Königreich Württemberg. Der Chef des gräflichen Hauses Rechberg war wegen der 1806 mediatisierten Herrschaft Rechberg von 1819 bis 1918 erblicher Reichsrat der ersten württembergischen Kammer und nach Erwerb der Standesherrschaft Mickhausen auch Reichsrat der ersten bayerischen Kammer.

## Rechberger Linien

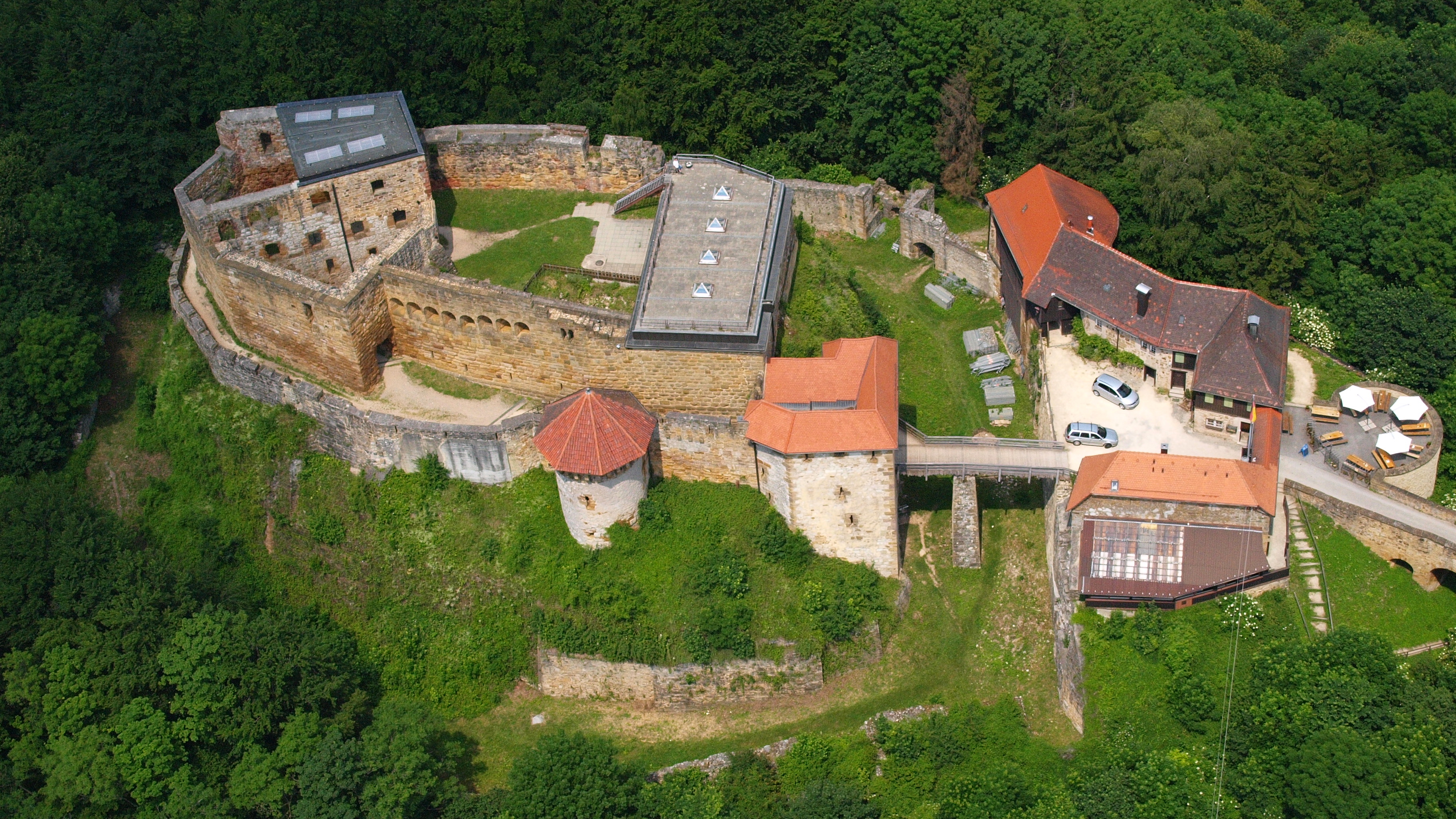
Schwäbisch Gmünd, Ruine Hohenrechberg

Die Familie spaltete sich seit dem 13. Jahrhundert in die Linien Unter den Bergen bis 1413 und Auf den Bergen. Letztere teilte sich seit dem 14. Jahrhundert wiederum in die zwei Hauptlinien Rechberg-Hohenrechberg und Rechberg-Staufeneck, von denen mehrere Nebenlinien ausgingen, die im Laufe der Jahrhunderte wieder erloschen:
- Rechberg unter den Bergen (zu Bargau, Bettringen, Rechberghausen), erlosch 1413
- Rechberg auf den Bergen
  - Rechberg-Hohenrechberg
    - Rechberg zu Hohenrechberg, erlosch 1585 mit Ulrich IV. von Rechberg
    - Rechberg zu Scharfenberg (1. Linie), erlosch 1547 mit Georg Rechberg zu Scharfenberg
    - Rechberg zu Scharfenberg (2. Linie), gegründet von 1549 durch Hans III. von Rechberg zu Illereichen, erlosch 1732 mit Graf Alois Klemens von Rechberg
    - Rechberg zu Weißenstein und Hohenrechberg, erlosch 1550 mit Wolf von Rechberg

  - Rechberg-Staufeneck
    - Rechberg zu Staufeneck, erlosch 1599[2] mit Albrecht Hermann von Rechberg, das Erbe fiel an Nebenlinien
    - Rechberg-Staufeneck-Weißenstein zu Kronburg und Kellmünz, erlosch 1604 mit Ernst Freiherr von Rechberg
    - Rechberg-Staufeneck-Weißenstein zu Kellmünz und Türkheim-Schwabeck, erlosch 1618 mit Wilhelm Leo Graf von Rechberg

Johann Bero von Rechberg vereinigte 1738 sämtliche rechbergischen Besitzungen in seiner Hand und war Begründer der letzten Linie von Rechberg und Rothenlöwen. Diese teilte sich Ende des 18. Jahrhunderts:
- Die württembergische Hauptlinie Hohenrechberg-Donzdorf-Weißenstein bewirtschaftet bis heute Güter mit landwirtschaftlichen Flächen sowie 4250 Hektar Wald. Schloss Weißenstein wurde 1971, Schloss Donzdorf 1991 verkauft. Schloss Winzingen wurde 1824 erworben und befindet sich bis heute im Besitz der Familie.
- Die bayerische Nebenlinie Elkofen besitzt seit 1871 die Burg Elkofen, die bereits 1664–1732 im Familienbesitz gewesen war.

## Ehemalige Besitzungen (Auszug)
Die Rechberg besaßen die Reichs- und Kreis-Standschaft und ein weites Gebiet um den Rechberg, um Donzdorf und Weißenstein, an der Rems und am Kocher, im Hohenzollerischen von Veringenstadt bis Schramberg und weiteren Gebieten:
- ????–1309 / 1379–1735 Burg Scharfenberg bei Donzdorf (Linie: Rechberg zu Scharfenberg)[4]
- 1310–1351 Vogtei Sindelfingen[5]
- 1326–1791 Kellmünz[6]
- 1327–1529 Burg Ramsberg (Linie: Rechberg zu Ramsberg)[7]
- 1330–1677 Herrschaft Aichheim, Altenstadt, Illereichen[8]
- 1333–1623 Burg Staufeneck
- 1378–1539 Babenhausen[9] (Linie: Rechberg zu Kellmünz und Rechberg zu Osterberg)
- 1390–1599 Burg und Ortschaft Wäschenbeuren (Linie: Rechberg zu Staufeneck, auch: Rechberg zu Weschenburg bzw. Wäscherburg)[10]
- 1393–1746 Burg und Ort Rechberghausen[11] mit dem 1721 erbauten Neuen Schloss Rechberghausen
- 1439–1467 Mindelheim[12]
- 1450–1547 die Herrschaft Schramberg[13] mit der 1457 erbauten Burg Hohenschramberg
- 1455/1507–1679 Osterberg[14]
- 1478–1619 Schloss Kronburg[15]
- 1481–1539 die Herrschaft Brandenburg bei Dietenheim (Linie: Rechberg zu Kellmünz und Rechberg zu Osterberg)
- 1548–1971 Schloss Weißenstein
- 1568–1991 Schloss Donzdorf[16]
- 1376–1473 (als Pfandschaft von den bayerischen Herzögen) die Herrschaft und die Stadt Weißenhorn und die Herrschaft und Burg („Veste“) Buch in Schwaben
- ????–???? Türkheim
- 1664–1732 und seit 1871 bis heute Burg Elkofen, Oberbayern[17]
- 1824–heute Schloss Winzingen
- 1842–2001 Schloss Mickhausen (Linie: Rechberg-Rotenlöwen)[18]

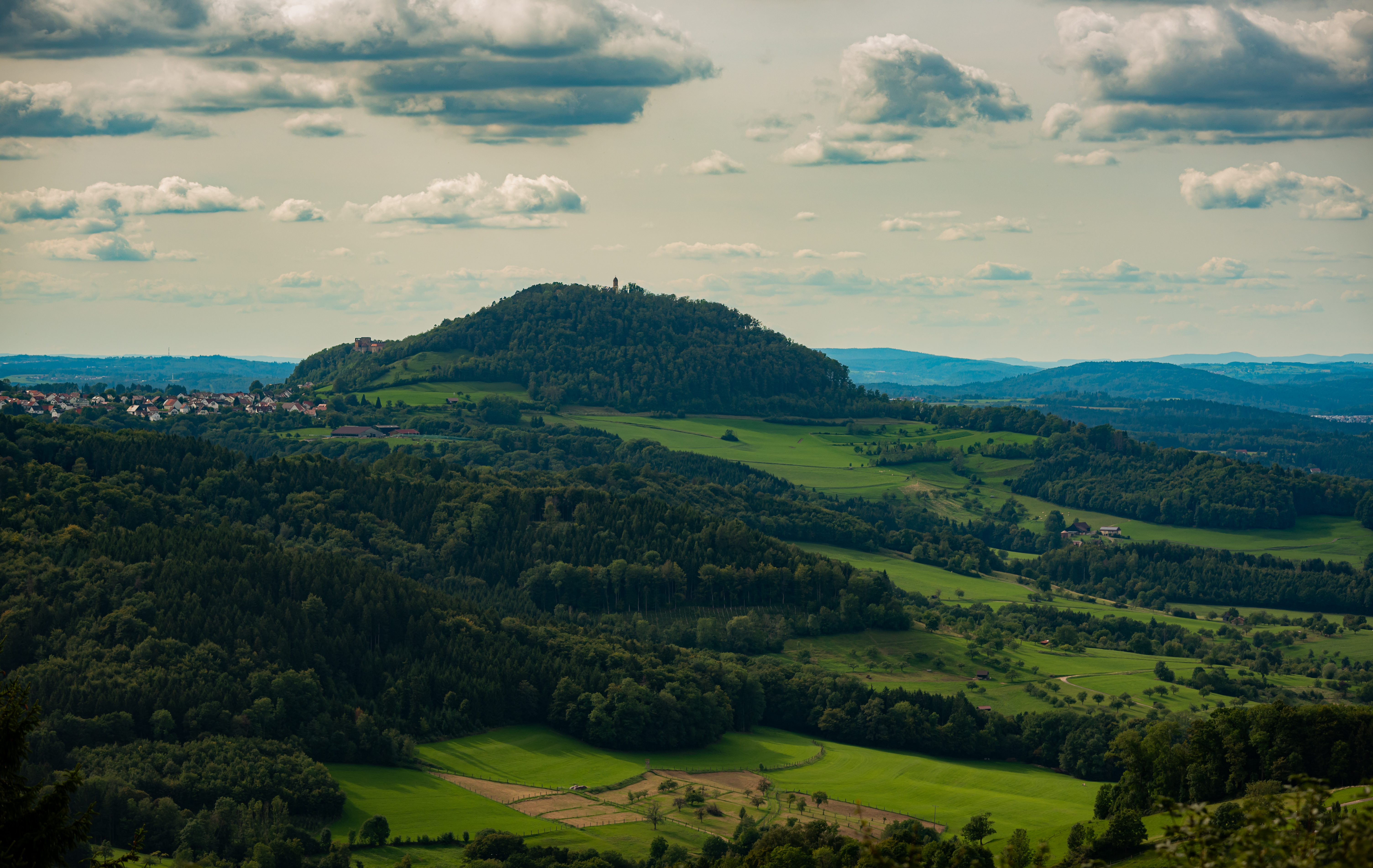
Der Rechberg, Schwäbisch Gmünd
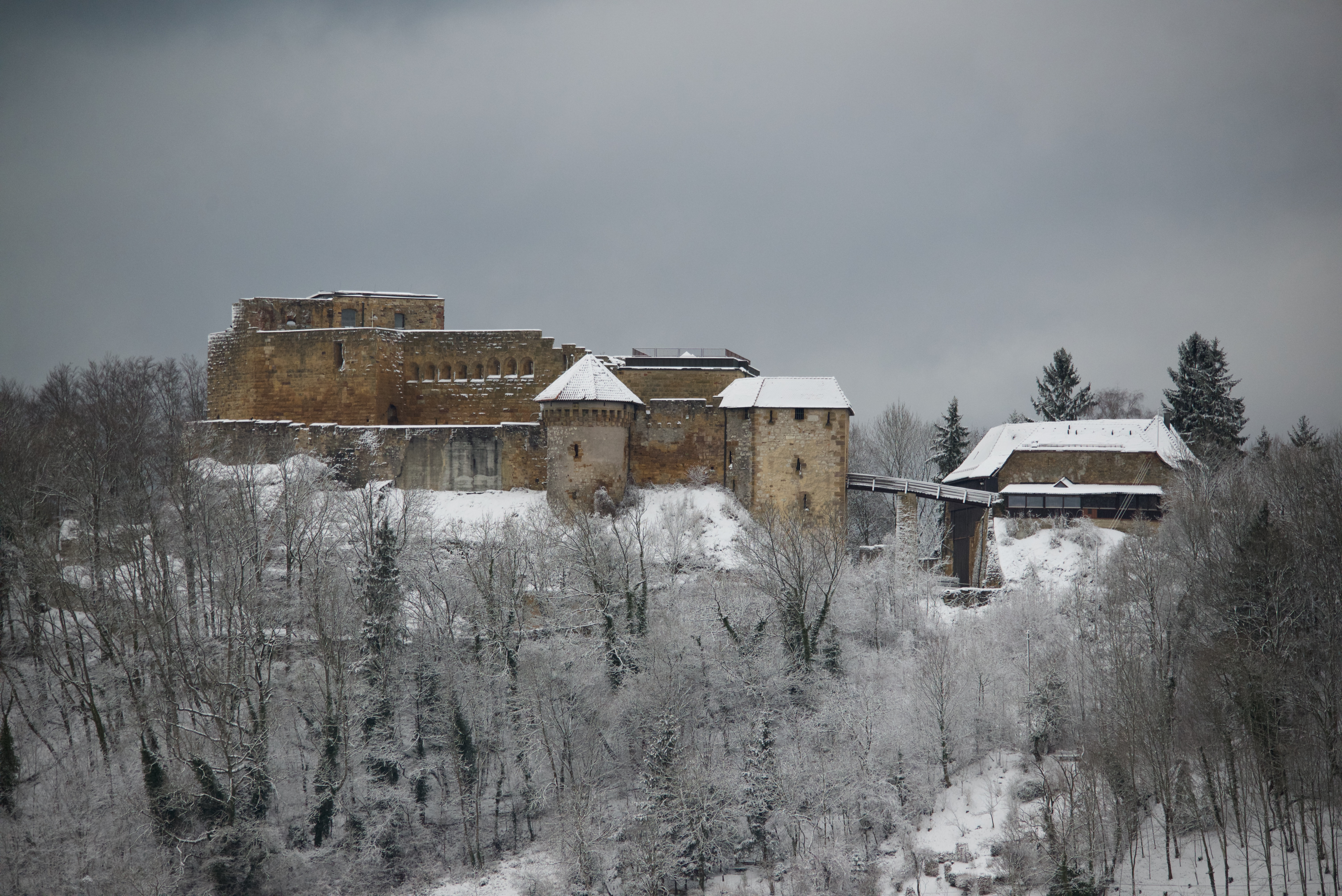
Ruine Hohenrechberg, 1179 bis 1986 im Besitz der Familie
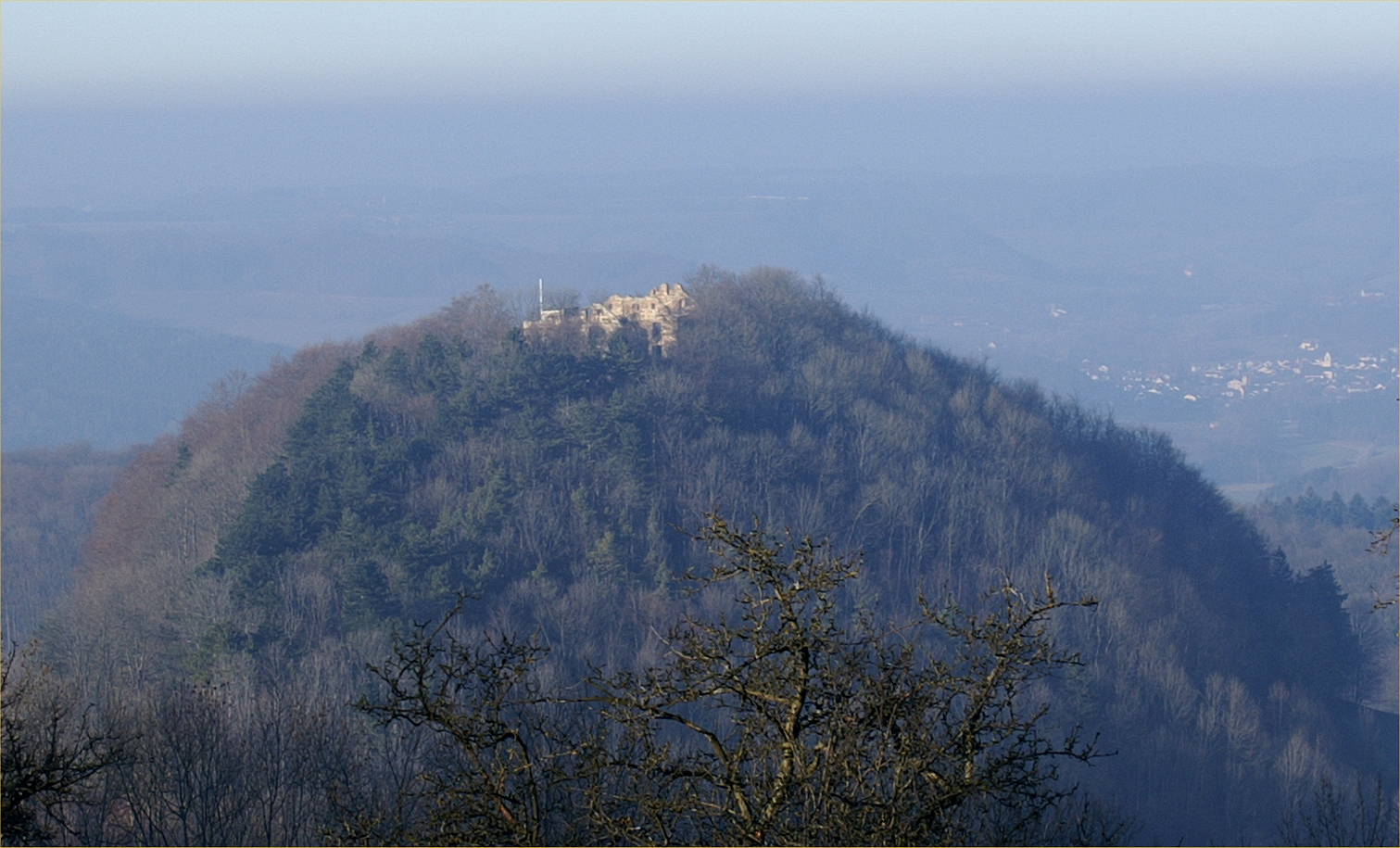
Burg Scharfenberg, 13. Jh. bis 1735 im Besitz der Familie
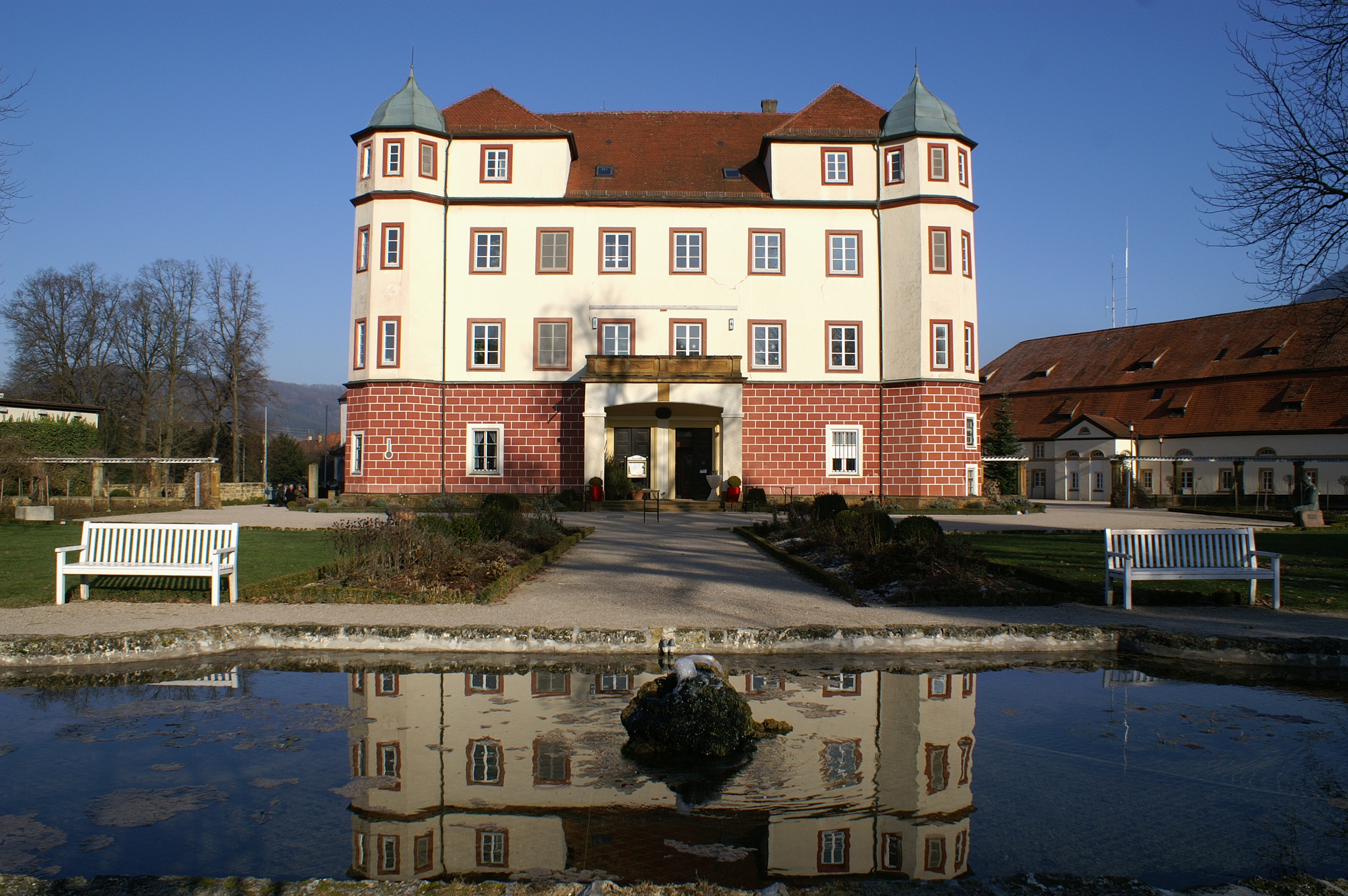
Schloss Donzdorf, 1568 bis 1991 im Besitz der Familie
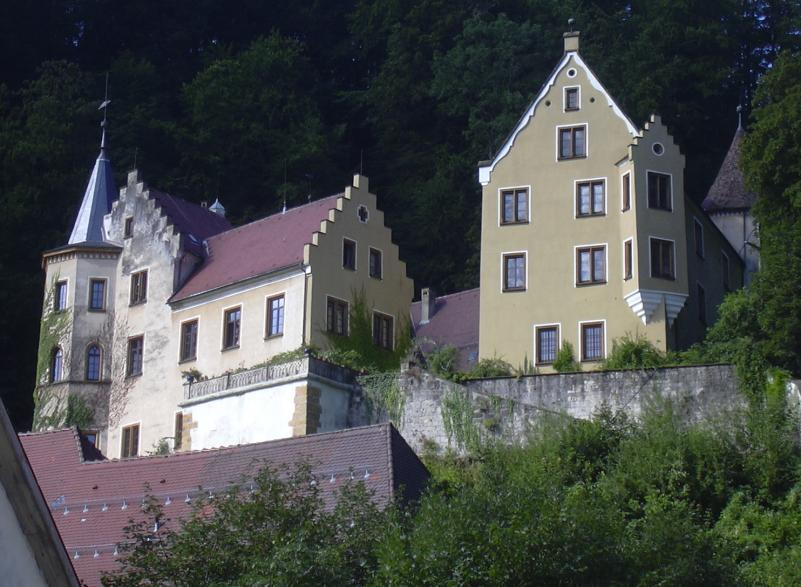
Schloss Weißenstein, 1548 bis 1971 im Besitz der Familie.
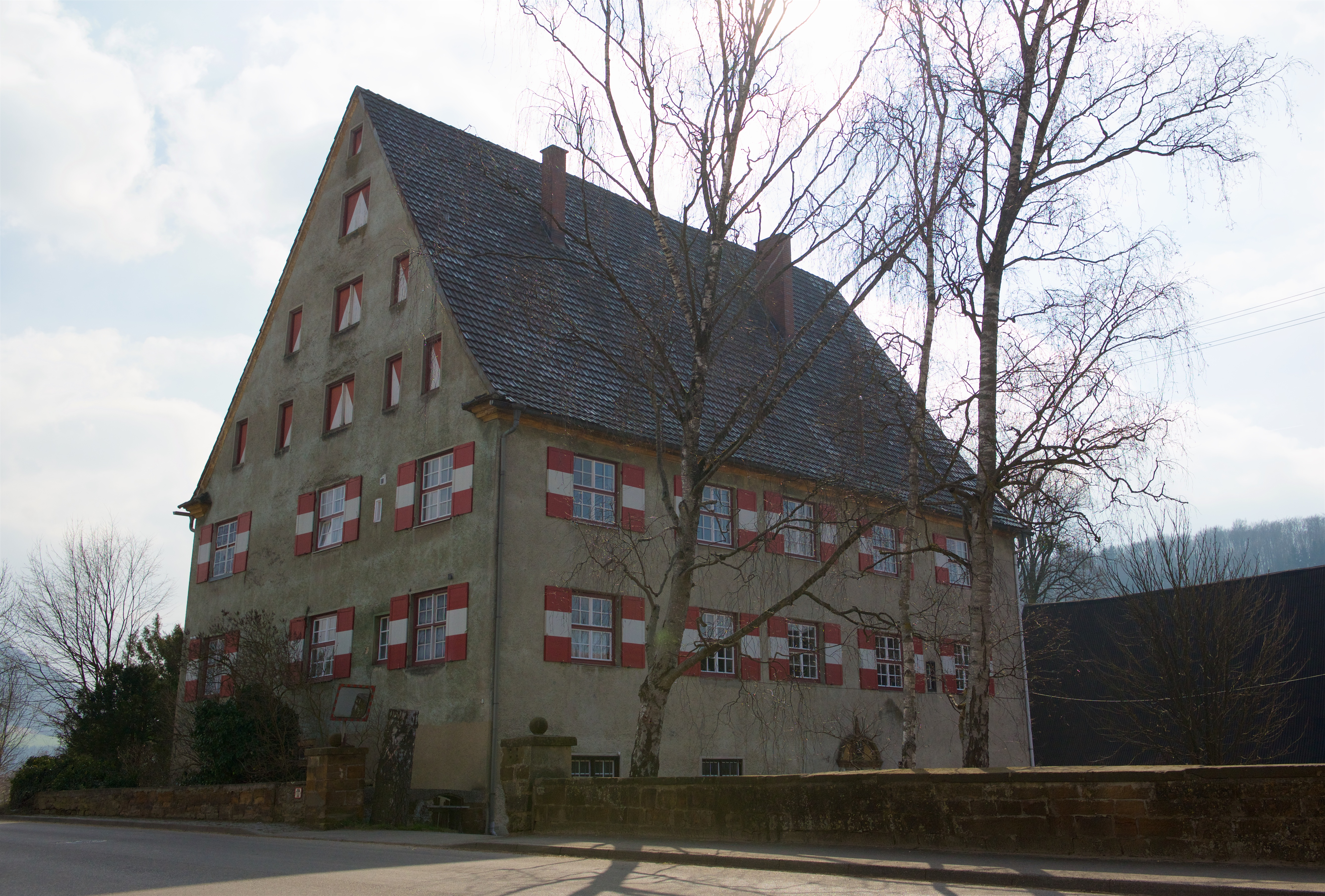
Schloss Winzingen, seit 1824 bis heute im Besitz der Familie
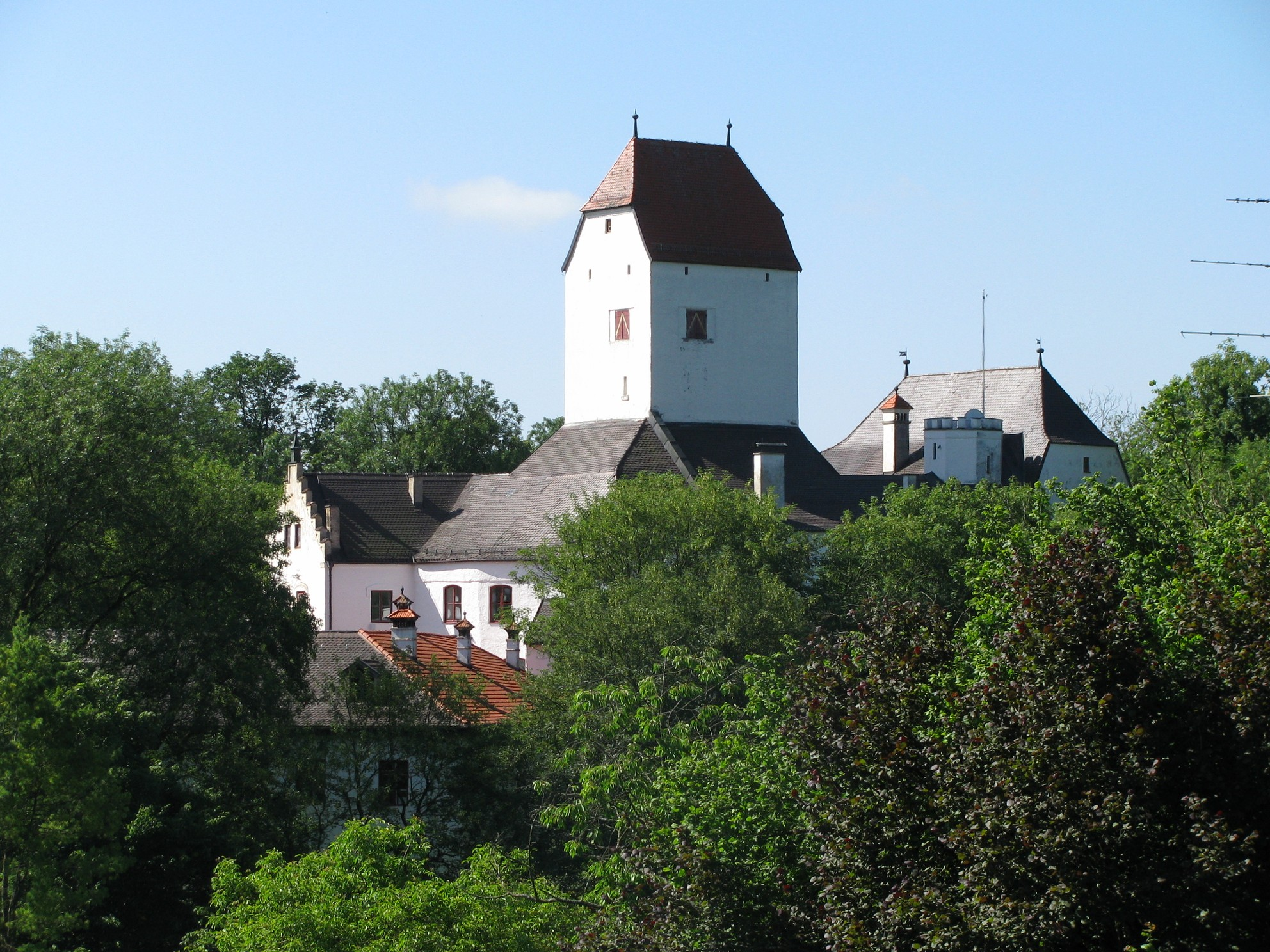
Burg Elkofen, Oberbayern, 1664–1732 und seit 1871 bis heute im Besitz der Familie

## Wappen
Blasonierung: Das Stammwappen zeigt in Gold zwei abgekehrte rote Löwen mit verschlungenen Schwänzen; auf dem Helm mit rot-goldenen Decken ein wachsender rot gehörnter Rehbock.
Erklärung: Das Wappen ist ein „Redendes Wappen“, Rech in der schwäbischen Mundart für das Reh und die rothen Löwen, obwohl das Reh eher einem Hirsch ähnelt.

### Historische Wappenbilder

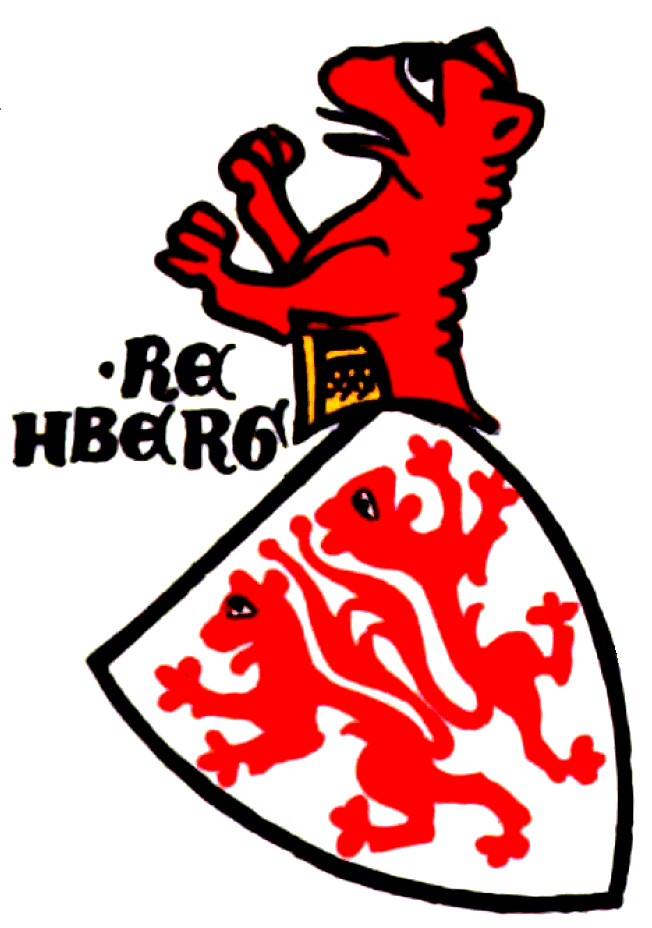
Stammwappen der Rechberg in der Zürcher Wappenrolle
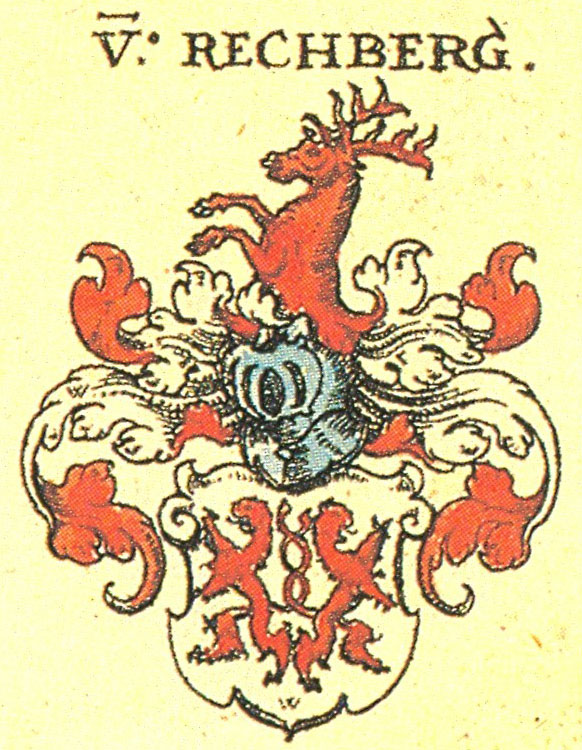
Stammwappen derer von Rechberg nach Siebmacher
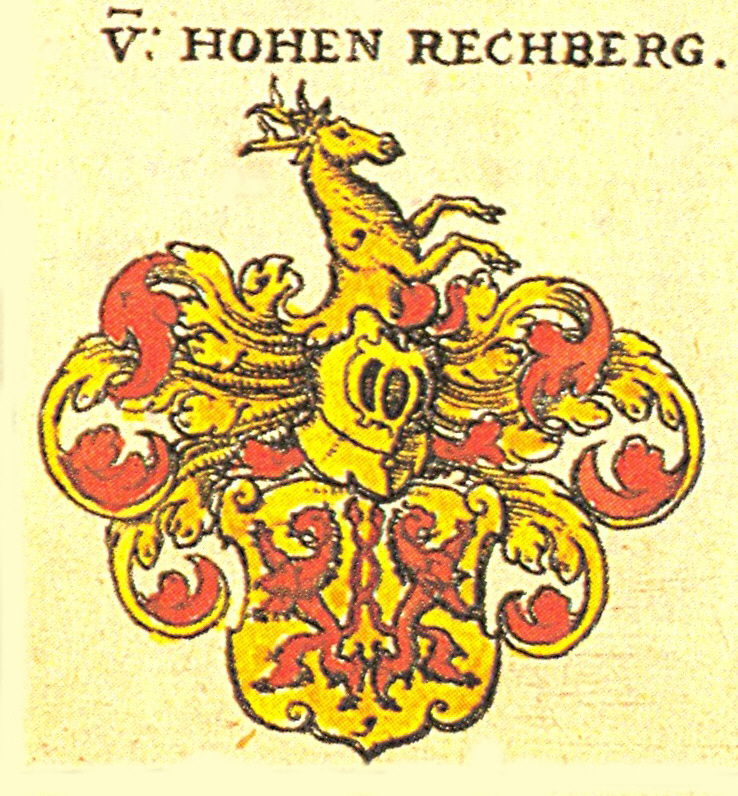
Stammwappen derer von hohen Rechberg nach Siebmacher

## Bekannte Familienmitglieder

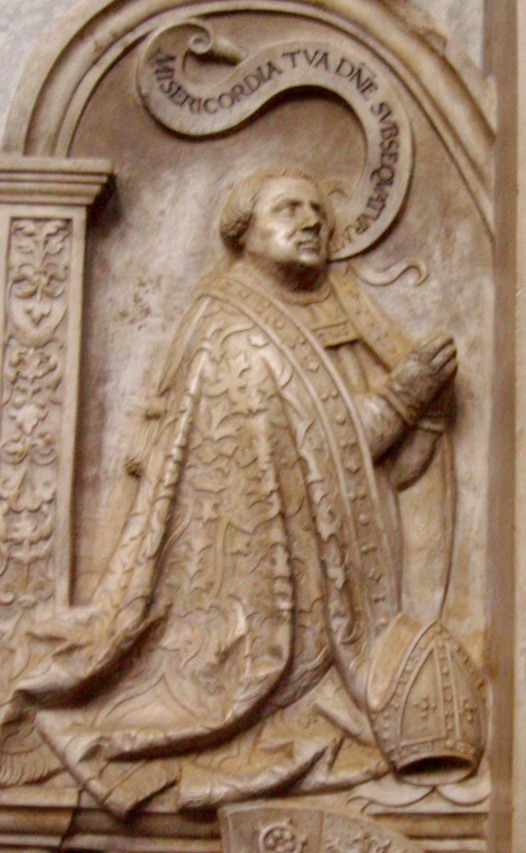
Albrecht II. von Hohenrechberg, Fürstbischof von Eichstätt von 1429 bis 1445, Epitaph von 1552

- Ulrich II. von Rechberg (1178–1187): Bischof von Speyer, zweifelhaft
- Ulrich von Rechberg (1179–1205): Stammvater der Rechberg; Burghauptmann auf dem Hohenstaufen; Marschall des Herzogtums Schwaben
- Siegfried III. von Rechberg († 1227): Bischof von Augsburg (1208–1227): Teilnehmer des Kreuzzuges von 1218/1219 nach Damiette[19]
- Ulrich von Rechberg der Ältere († nach 1326): Herrscher von Kellmünz und Sindelfingen

- Albrecht II. von Hohenrechberg (* um 1390–1445): Fürstbischof von Eichstätt (1429–1445)
- Konrad von Rechberg zu Hohenrechberg († 1473): Administrator des Bistums Chur (1440–1441)
- Hans von Rechberg (1410–1464): Begründer der Herrschaft Schramberg, fasste die von ihm erworbenen Teile der Herrschaften Falkenstein-Falkenstein, Falkenstein-Ramstein und Schilteck zu einem Territorium zusammen
- Bero I. von Rechberg-Mindelheim († 1462): Begründer der Nebenlinie Rechberg-Mindelheim; über seine Mutter Irmgard von Teck († 1432) erbte er 1439 gemeinsam mit seinen Geschwistern Albrecht und Barbara die Herrschaft Mindelheim; in den Folgejahren löste er die Anteile seiner Geschwister ab; 1447 wurde er alleiniger Inhaber der Herrschaft; mit Gräfin Barbara von Rottenburg († 1462) verheiratet; Vorfahre von Georg von Waldburg-Zeil (1488–1531); nach seinem Tod fiel die Herrschaft Mindelheim zunächst an seine Söhne Bero II. und Jörg II., ehe sie 1467 an seine Tochter Barbara verkauft wurde, die mit Ulrich von Frundsberg verheiratet war, wobei Mindelheim bis 1586 ihren Nachkommen gehörte.[20]
- Philipp von Rechberg († 1587): heiratet 1579 Anna-Maria von Fugger auf Nordendorf (ein von Marx Fugger 1580 erbauter Brunnen erinnert heute noch an diese Allianz)
- Hugo von Rechberg und Staufeneck und Weißenstein zu Kronburg-Kellmünz († 1595): 1577 in den Freiherrenstand erhoben; ohne Nachkommen
- Johann Rudolf von Rechberg und Rothenlöwen zu Hohenrechberg (1606–1660): Fürstpropst der Fürstpropstei Ellwangen und Administrator des Hochstifts Augsburg
- Wolf Konrad von Rechberg und Staufeneck und Weißenstein und Kellmünz zu Türkheim-Schwabeck († 1617): 1577 in den Freiherrenstand und 1607 in den Grafenstand erhoben; erbte nach dem Aussterben der Kronburger-Linie die Herrschaft Weißenstein und Kellmünz
- Johannes Wilhelm, Baron von Rechberg von Hohenrechberg († 1620 in Rakonitz, Königreich Böhmen): Pfandherr der Grafschaft Schwabegg, Herr von Konradshofen und Gern
- Maximilian Emanuel Graf von Rechberg und Rothenlöwen (1736–1819), bayer. Obersthofmeister; Stifter der Nenninger Pietà des bayerischen Rokoko-Bildhauers Ignaz Günther
- Aloys Graf von Rechberg und Rothenlöwen (1766–1849), Staatsminister des bayerischen Hauses und des Äußern
- Joseph Maria von Rechberg (1769–1833). bayerischer Generalleutnant und Gesandter in Berlin, Malteser-Ritter und Komtur zu Mindelheim, Kunstsammler
- Carl Maria von Rechberg (1775–1847), Obersthofmeister von König Ludwig I. von Bayern, Mäzen, Kunstsammler
- Anton von Rechberg (1776–1837), bayerischer General und Hofmeister
- Albert von Rechberg (1803–1885), bayerischer Diplomat, württembergischer Kammerpräsident
- Bernhard von Rechberg (1806–1899), österreichischer Diplomat und Außenminister
- Otto von Rechberg (1833–1918), württembergischer Standesherr und Kammerpräsident
- Albrecht Graf von Rechberg (1920–2013): Jurist; leitete 1961 bis 1994 den Malteser Hilfsdienst in München